# Fyrfläckig svampbagge
Fyrfläckig svampbagge (Endomychus coccineus) är en skalbaggsart som först beskrevs av Carl von Linné 1758.  Endomychus coccineus ingår i släktet Endomychus, och familjen svampbaggar. Arten är reproducerande i Sverige.

## Bildgalleri

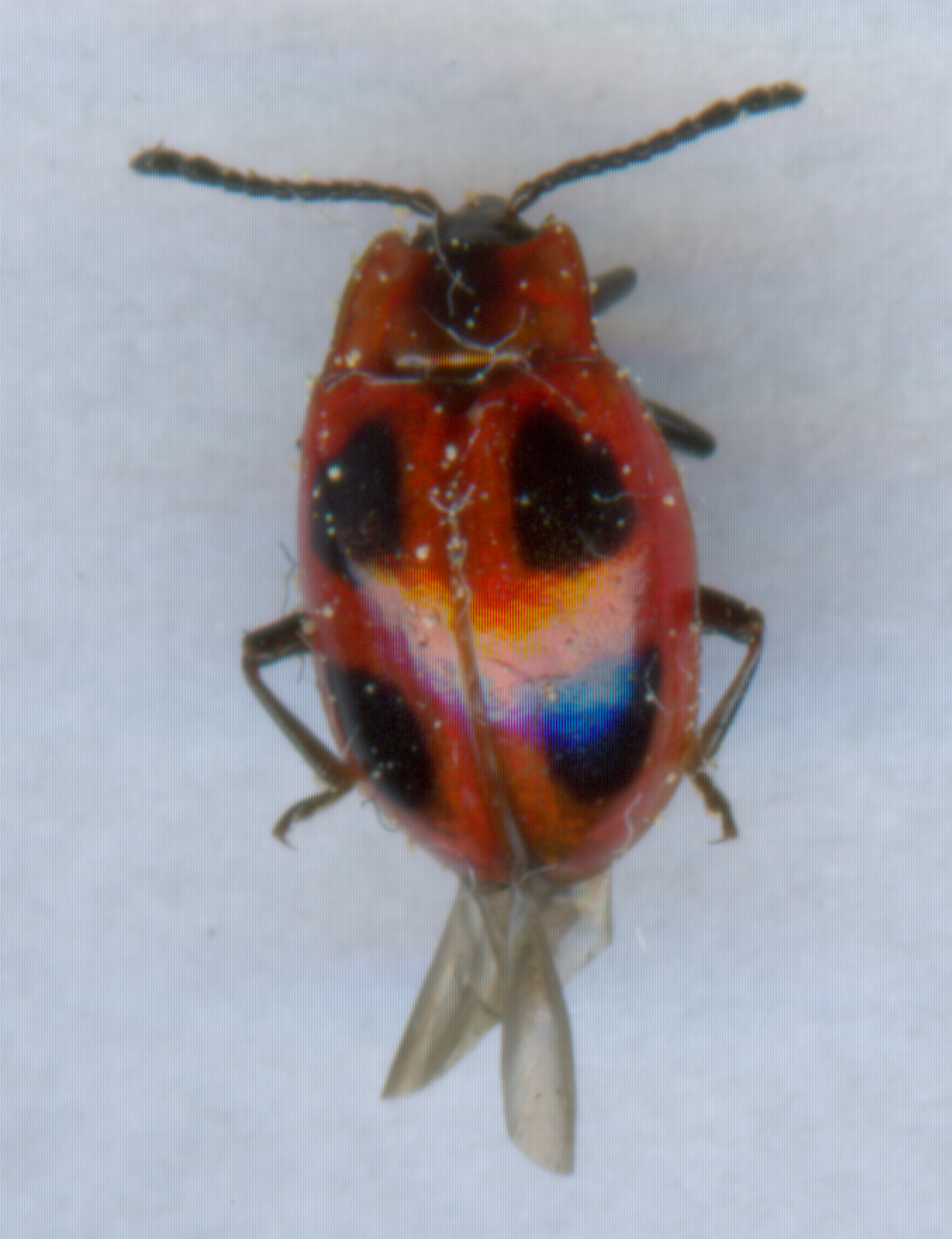
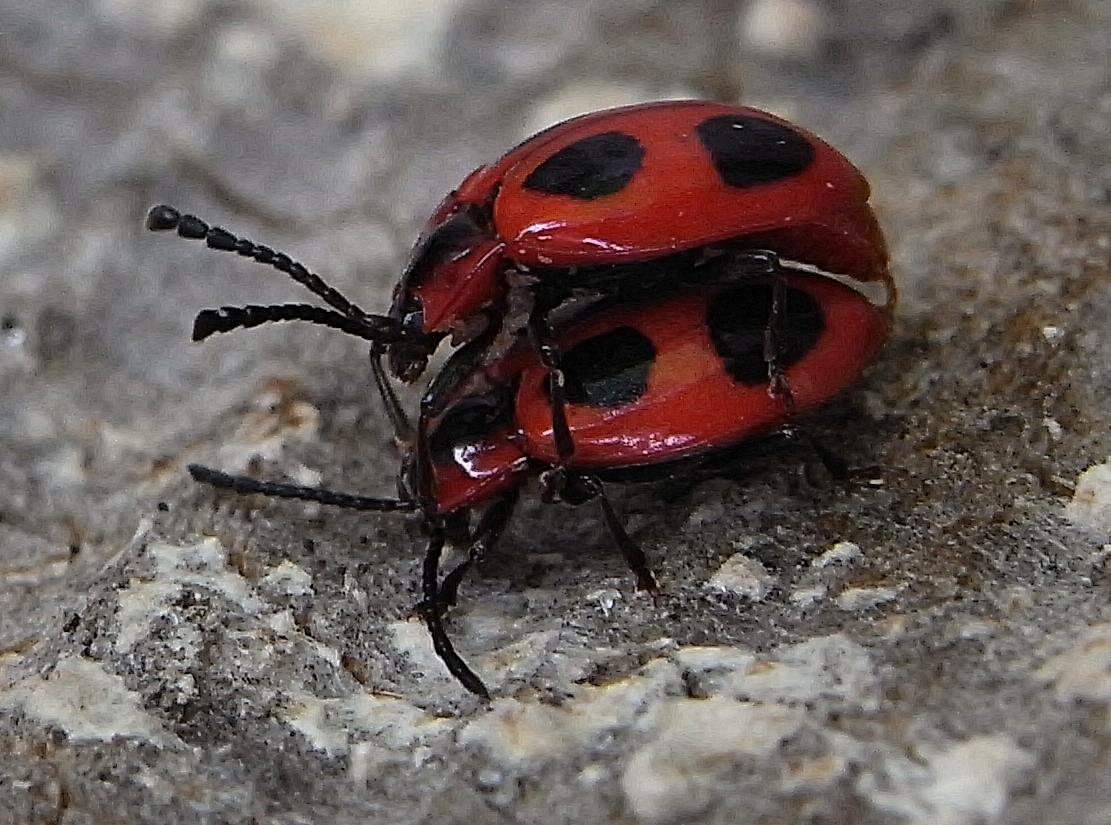
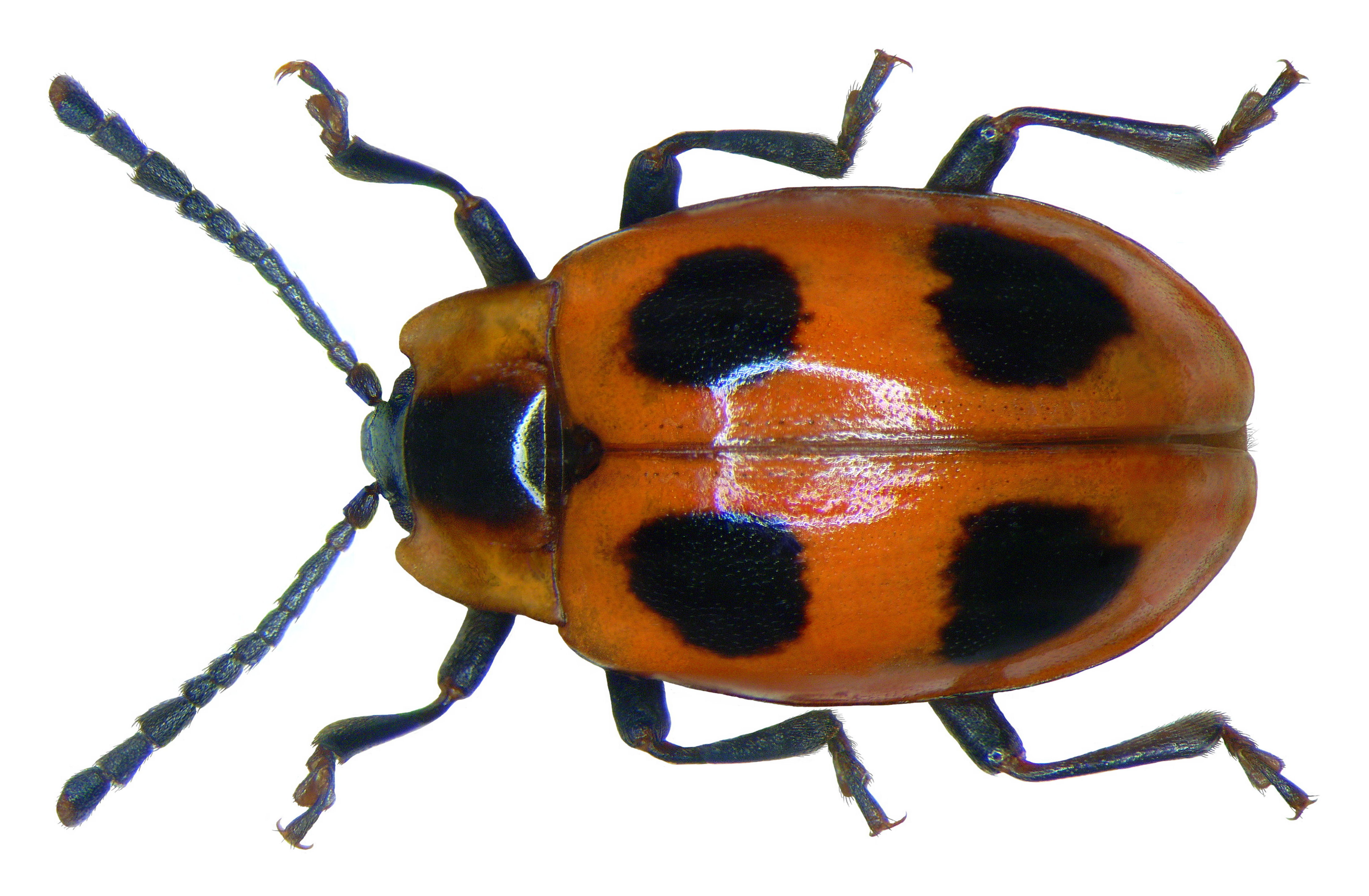
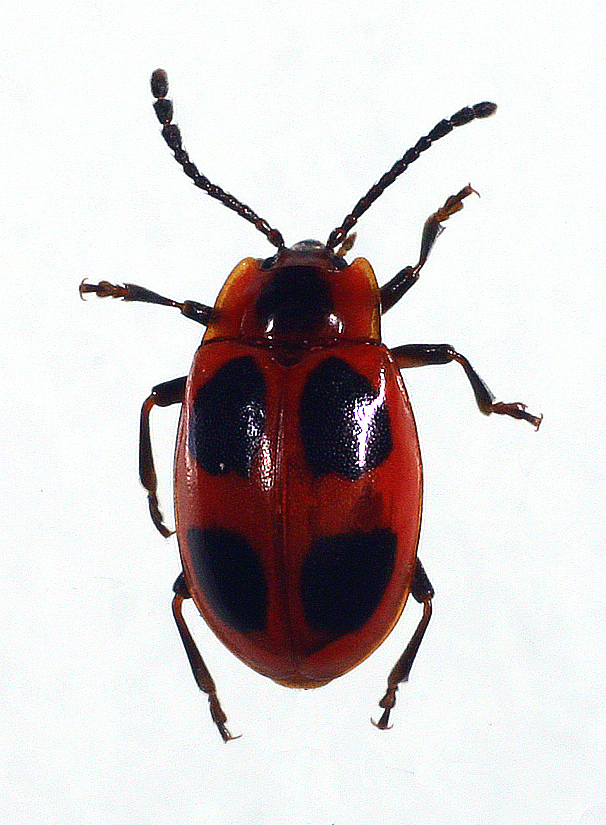
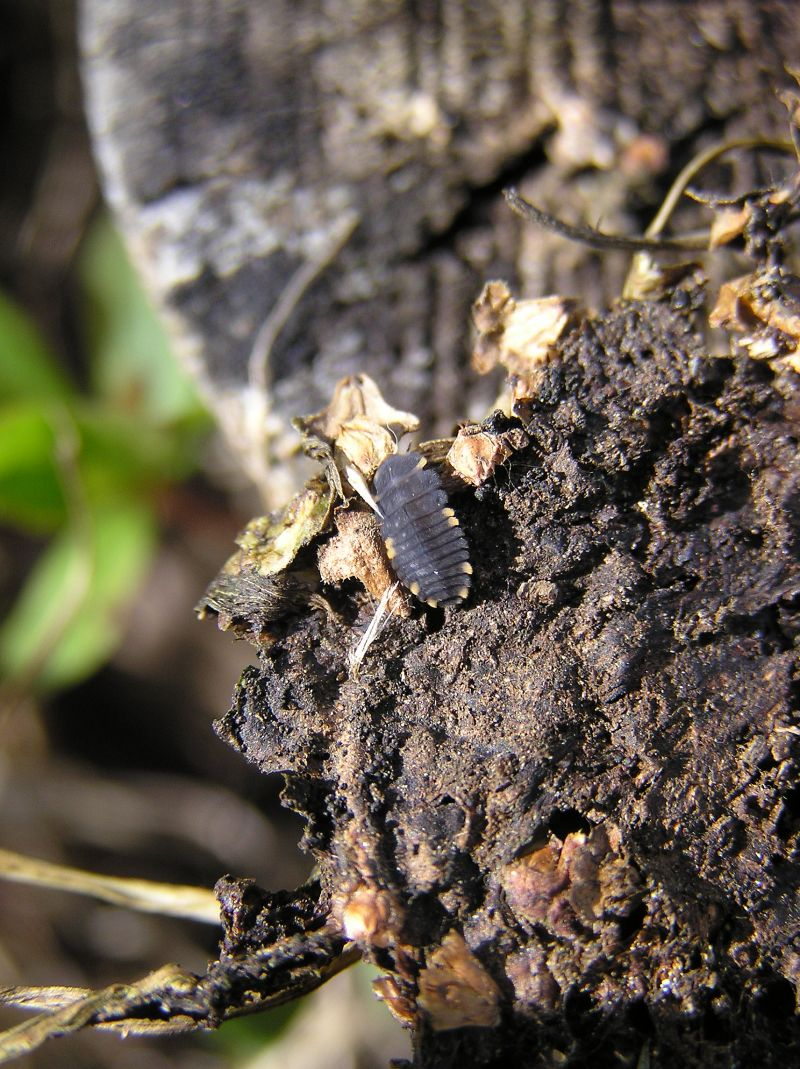